# 李勇 (1966年)
李勇（1966年8月—），中华人民共和国二级大法官。现任中华人民共和国最高人民法院党组成员、副院长，第二巡回法庭分党组书记、庭长。